# Gustorfer Chorschranken

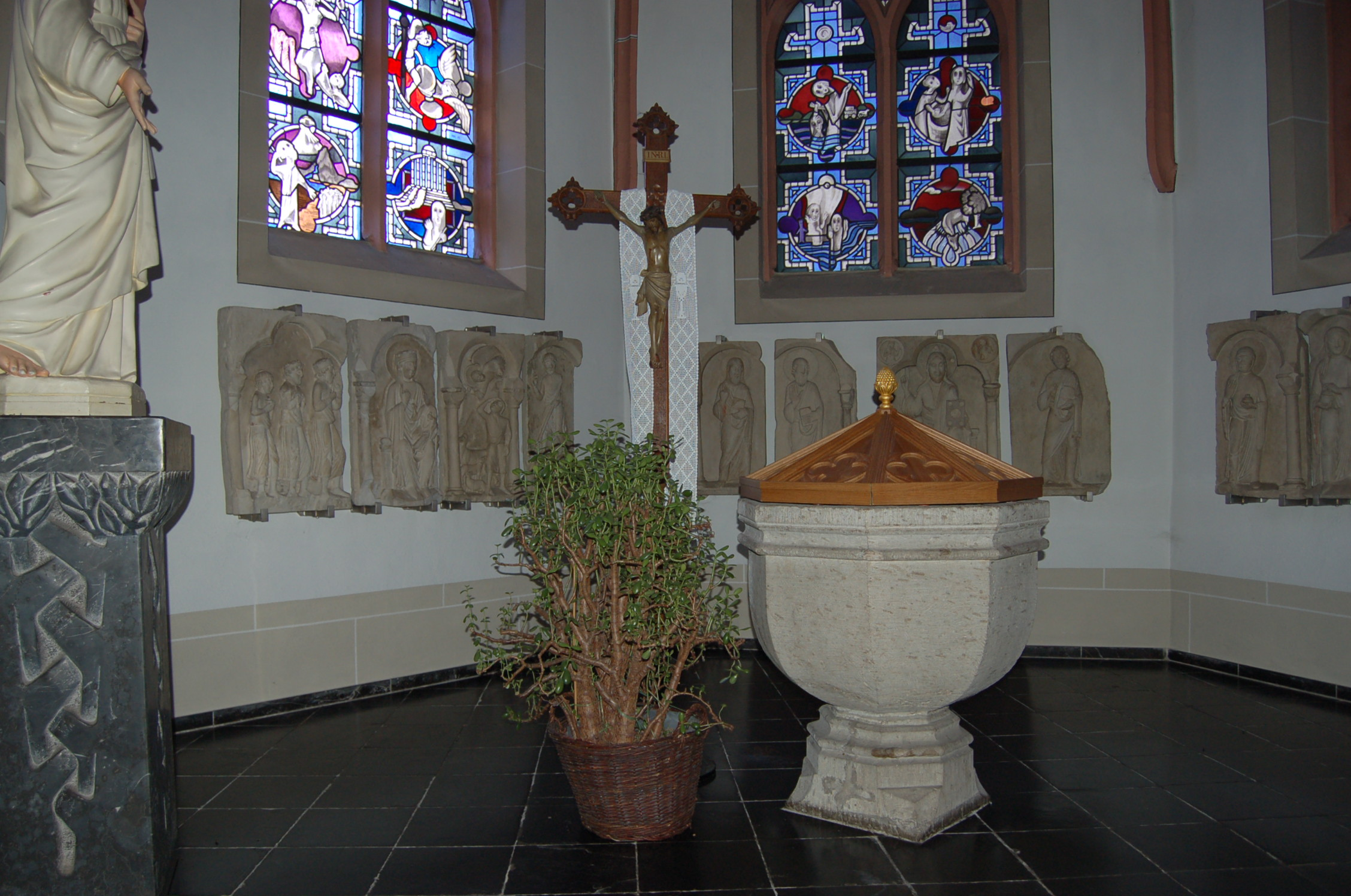
Die Gustorfer Chorschranken sind ein zentrales Werk romanischer Kölner Skulptur des mittleren 12. Jahrhunderts und für die damalige Zeit zugleich einer der umfangreichsten plastischen Bildzyklen in Deutschland.

 Als Gustorfer Chorschranken werden drei romanische Reliefplatten bezeichnet, die wohl um 1150 in Köln entstanden sind und der alten Gustorfer Kirche als Chorschranken dienten. Ein Türsturz der alten Gustorfer Kirche verweist auf das Jahr 1130, erstmals urkundlich erwähnt wird der Kirchenbau allerdings erst 1275. Sie war Pfarrkirche der Grafen von Hochstaden, die zugleich Vögte des um 1130 gegründeten Klosters Knechtsteden waren und die drei Platten wohl in Auftrag gegeben haben. Eine frühere Annahme, dass nämlich die Chorschranken zuerst im Kloster Knechtsteden gewesen und von dort Anfang des 19. Jahrhunderts nach Gustorf gelangten, wird heute stark bestritten und angezweifelt.

## Die drei Reliefs und der Hauptaltar
Die drei Reliefs bildeten eine Schrankenanlage rings um den Hauptaltar und standen zu ihm in einer komplexen Wechselbeziehung. Der Altar ist im Kirchenraum der Ort an dem liturgisch das Opfer Christi wiederholt wird, hingegen verweisen die Chorschranken auf drei andere wichtige Episoden im Leben Christi: Anbetung der Heiligen Drei Könige, die Erscheinung des Herrn in Erinnerung an die Menschwerdung (Platte vermutlich links vom Altar), rechts dann der Engel am leeren Grab, in der Mitte thront Christus in der Rückkehr zum Jüngsten Gericht, begleitet von den Aposteln.
Sie zeigen:
1. Platte: Links: Anbetung der Könige, Mitte: Maria thronend, die rechte Hand zum Segen erhoben, mit der linken Hand das Jesuskind haltend, Rechts: Verkündigung an die Hirten.
2. Platte: Christus auf dem Thron sitzend, die rechte Hand zum Segen erhoben und auf dem linken Knie ein Buch haltend, assistiert wird ihm dabei von drei Aposteln, die mit einer Tunika und Toga bekleidet sind.
3. Platte: Der Engel erscheint am Ostermorgen den drei Frauen am leeren Grab und verkündet Jesu Auferstehung.

## Weitere Geschichte der Gustorfer Chorschranken
Beim Umbau bzw. Neubau des Chores brachte man die Reliefs an den Wänden des Chores unter, dann nach dem Neubau der Gustorfer Kirche 1872–74 durch August Rincklake waren sie bis 1939 in die Wände der Turmhalle eingelassen, von wo aus sie 1939 ins Rheinische Landesmuseum in Bonn gelangten. In der Taufkapelle der Gustorfer Kirche befinden sich heute Repliken.